# Aubigny-aux-Kaisnes
Aubigny-aux-Kaisnes – miejscowość i gmina we Francji, w regionie Hauts-de-France, w departamencie Aisne.
Według danych na styczeń 2014 roku gminę zamieszkiwało 241 osób, a gęstość zaludnienia wynosiła 65,1 osób/km².